# Ruda Śląska

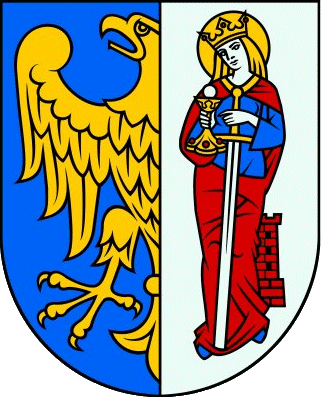
Ruda Śląskas vapen.

Ruda Śląska (tyska Ruda O.S.) är en stad i Schlesiens vojvodskap i södra Polen. Ruda Śląska, som bildades år 1959 genom sammanslagning av orterna Ruda och Nowy Bytom, hade 141 869 invånare år 2012.

## Stadsdelar
- Bielszowice (Bielschowitz)
- Bykowina (Friedrichsdorf)
- Chebzie (Morgenroth)
- Czarny Las (Schwarzwald)
- Godula (Godullahütte)
- Halemba
- Kochłowice (Kochlowitz)
- Nowy Bytom (Friedenshütte, tidigare Beuthener Schwarzwald)
- Orzegów (Orzegow)
- Ruda
- Wirek (Antonienhütte)